# Henry (Illinois)
Henry város az USA Illinois államában. Lakosainak száma 2320 fő (2020. április 1.).

## Népesség
A település népességének változása:

| 2010 | 2 464 |
| 2020 | 2 320 |